# More (zespół muzyczny)
More – włoski zespół muzyczny tworzący muzykę z nurtu gothic metal.

## Dyskografia
- Lose Places (1999)
- Different points of view (2001)
- Nothing (2003)

## Skład zespołu
- Gianmarco Bellumori (wokal, gitara)
- Pino Fama (gitara basowa)
- Danilo De Witt (gitara)